# نوفوبافلوفسك
نوفوبافلوفسك (بالروسية: Новопавловск) هي إحدى مدن روسيا في الكيان الفدرالي الروسي ستافروبول كراي.